# 哈爾特巴赫河 (伍珀河支流)
51°13′7.98″N 7°18′20.03″E / 51.2188833°N 7.3055639°E
哈爾特巴赫河（德語：Hardtbach），是德國的河流，位於該國西部，處於北萊茵-威斯特法倫州，屬於伍珀河的左支流，河道全長1.4公里，流域面積1.4平方公里。